# Loni Uhila
Pas d'image ? Cliquez ici

a Compétitions nationales et continentales officielles uniquement.

b Matchs officiels uniquement.
Dernière mise à jour le 29 juillet 2023.
Loni Uhila, né le 7 avril 1989 aux Tonga, est un joueur de rugby à XV tongien évoluant au poste de pilier. Il mesure 1,80 m pour 125 kg.
Il est connu sous le surnom de « Tongan Bear » (l'ours tongien) en raison de sa barbe, de sa carrure et de son origine. Entre 2014 et 2015, il participe également à deux combats de boxe professionnelle, remportant le premier et s'inclinant lors du second.

## Carrière

### En club
Loni Uhila commence à jouer au rugby aux Tonga, avant de rejoindre le Sacred Heart College d'Auckland en Nouvelle-Zélande, puis de jouer avec le club amateur des Hamliton Marist dans le championnat de la région de Waikato,. Il obtient son premier contrat professionnel en 2012 avec la province de Waikato en NPC, en étant retenu dans le groupe d'entrainement élargi de l'équipe. Il joue son premier et unique match de la saison contre les Counties Manukau le 5 octobre 2012.
En février 2013, il est sélectionné dans le groupe de développement (groupe élargi) de la franchise des Chiefs évoluant en Super Rugby, mais il ne joue aucun match.
Avec Waikato, il ne dispute aucun match en lors de la saison 2013, mais enchaîne avec deux bonnes saisons, lui permettant d'être retenu dans l'effectif des Hurricanes pour la saison 2016 de Super Rugby. Il fait ses débuts dans cette compétition contre les Brumbies le 26 février 2016. Il s'impose alors petit à petit comme un joueur important de l'effectif des Hurricanes en étant utilisé comme remplaçant lors de ses douze premiers matchs, grâce à ses qualités de « impact player », avant d'être titulaire lors des trois matchs de phase finale qui verront la franchise de Wellington remporter le titre pour la première fois de leur histoire,,.
En 2016, il signe un contrat d'une saison avec le club français de l'ASM Clermont Auvergne en Top 14, qu'il rejoindra après la saison 2017 de Super Rugby. Arrivé à Clermont, il ne joue qu'un seul match avant de se blesser gravement au bras, mettant ainsi fin à sa saison. Malgré cette blessure, son contrat est prolongé par le club auvergnat pour une saison supplémentaire. Il s'impose ensuite dans la rotation du club, en doublure de l'international français Étienne Falgoux, et devient également un élément important du vestiaire clermontois,. Ainsi, il obtient une nouvelle prolongation d'une saison en janvier 2019. En juin 2020, après sa troisième saison à Clermont, il n'est pas conservé et quitte le club.
Sans club et chômeur pendant quelques mois, il rejoint le Stade rochelais en octobre 2020 en tant que joker médical de Vincent Pelo. Il joue quatre matchs avec ce club, avant que son contrat prenne fin en février 2021 lorsque Pelo revient de blessure.
En 2021, il rejoint le RC Hyères Carqueiranne La Crau en Fédérale 1, pour un contrat de deux saisons,. Au terme de sa première saison, il est titulaire lors de la finale du championnat, que son équipe perd face à Rennes, après avoir validé l'accession du club à la Nationale. En 2023, à la fin de sa deuxième saison, il annonce arrêter sa carrière de joueur, et rentrer vivre en Nouvelle-Zélande.

## En équipe nationale
Loni Uhila est sélectionné pour la première fois avec l'équipe des Tonga en novembre 2021. Il obtient sa première sélection, à l'âge de 32 ans, le 30 octobre 2021 face à l'Écosse,. Une semaine plus tard, il dispute un deuxième et dernier match en sélection face à l'Angleterre.

## Palmarès

### En club
- Champion du Super Rugby en 2016 avec les Hurricanes
- Vainqueur du Challenge européen 2019 avec l'ASM Clermont Auvergne
- Finaliste du Championnat de France en 2019 avec l'ASM Clermont Auvergne